# 瑪麗·德·波旁-蒙龐西耶
瑪麗·德·波旁-蒙龐西耶（法語：Marie de Bourbon-Montpensier，1615年10月15日—1627年6月4日）是蒙龐西耶公爵亨利·德·蒙龐西耶的獨生女，1608年繼承父親成為蒙龐西耶女公爵。

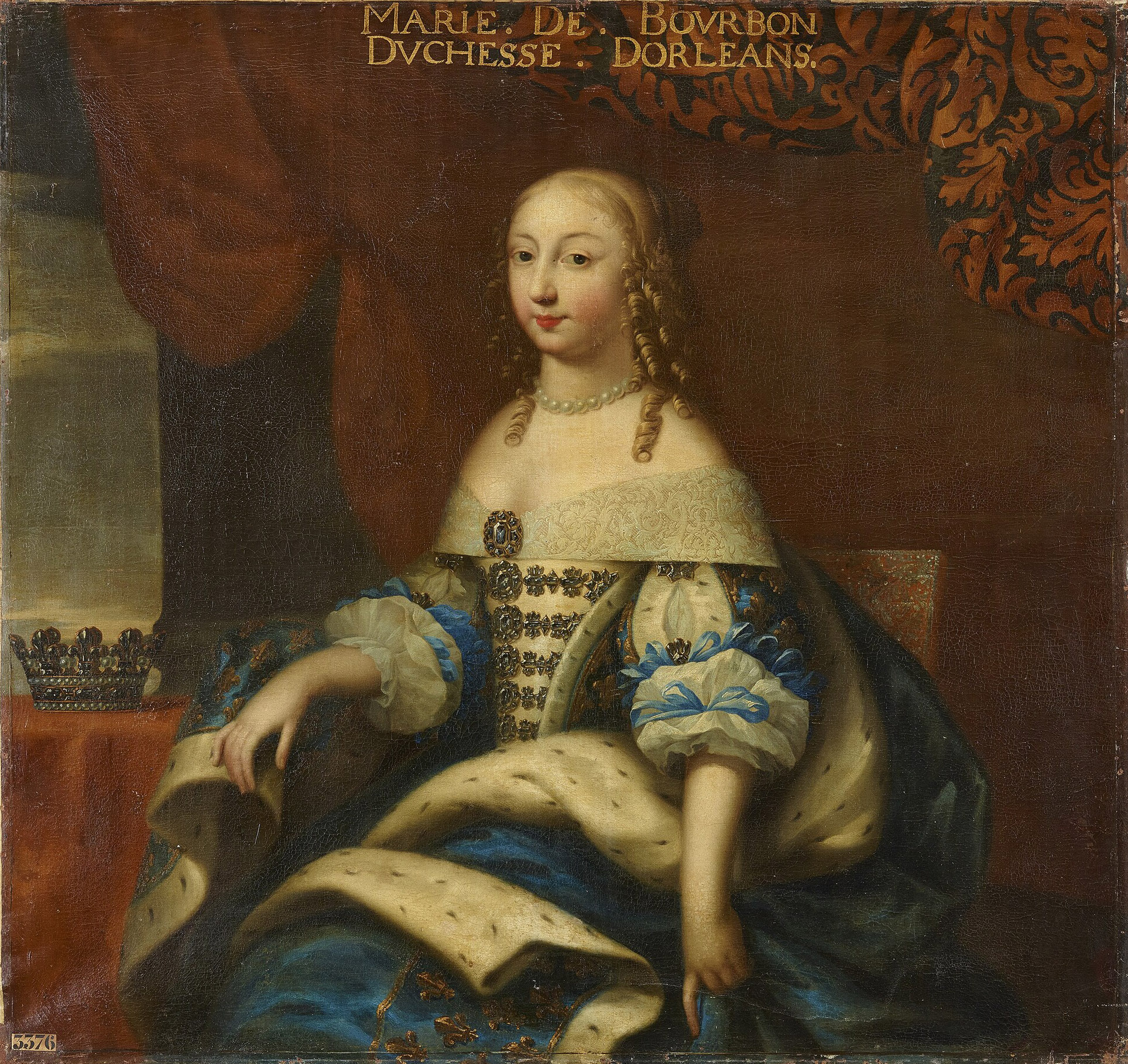
瑪麗·德·波旁-蒙龐西耶

1626年瑪麗與法王路易十三的弟弟奥尔良公爵加斯东結婚，他們有一個女兒安娜·瑪麗·路易絲。1627年瑪麗於羅浮宮殿去世。